# Vale (sobrenome)
Vale é um sobrenome de origem predominantemente toponímica, comum em países como Espanha, Portugal e Itália. Suas variantes incluem Valle e Valli. A origem está relacionada a características geográficas, especialmente regiões montanhosas ou vales, e remonta à palavra latina vallis, que significa "vale". No Brasil, estima-se que menos de mil pessoas possuam esse sobrenome.

## Origem e difusão
A origem do sobrenome Vale está associada a locais onde existiam vales, montanhas ou depressões geográficas. Assim, pessoas que habitavam ou possuíam terras nessas regiões passaram a ser identificadas por esse nome. Na Itália, o sobrenome está presente especialmente nas regiões da Lombardia e Emília-Romanha.
A forma Vale ou Valle também tem raízes na língua castelhana e italiana, sendo ambas derivadas do latim vallis, com o mesmo significado de "vale".

## Pessoas notáveis
Algumas personalidades com esse sobrenome ou variantes incluem:
- Giambattista Valli, estilista italiano.
- Álex Valle, futebolista espanhol.